# Хагатна
Гага́тна (чам. Hagåtña [həɡɑtɲə], раніше Ага́нья з англ. Agana та ісп. Agaña /əɡɑːnjə/) — столиця острова Гуам.

## Географія
Місто розташоване на західному узбережжі острова. 

## Клімат
Місто знаходиться у зоні, котра характеризується вологим тропічним кліматом. Найтепліший місяць — травень із середньою температурою 28.1 °C (82.6 °F). Найхолодніший місяць — лютий, із середньою температурою 26.6 °С (79.9 °F).
| Клімат Хагатни          | Клімат Хагатни | Клімат Хагатни | Клімат Хагатни | Клімат Хагатни | Клімат Хагатни | Клімат Хагатни | Клімат Хагатни | Клімат Хагатни | Клімат Хагатни | Клімат Хагатни | Клімат Хагатни | Клімат Хагатни | Клімат Хагатни |
| Показник                | Січ.           | Лют.           | Бер.           | Квіт.          | Трав.          | Черв.          | Лип.           | Серп.          | Вер.           | Жовт.          | Лист.          | Груд.          | Рік            |
| Абсолютний максимум, °C | 34             | 33             | 33             | 35             | 34             | 35             | 35             | 33             | 33             | 33             | 33             | 32             | 35             |
| Середній максимум, °C   | 29,4           | 29,4           | 29,9           | 30,7           | 31,1           | 31,1           | 30,6           | 30,3           | 30,4           | 30,4           | 30,3           | 29,8           | 30,3           |
| Середня температура, °C | 26,8           | 26,6           | 27,1           | 27,7           | 28,1           | 28,1           | 27,7           | 27,4           | 27,4           | 27,6           | 27,7           | 27,3           | 27,5           |
| Середній мінімум, °C    | 24,2           | 23,9           | 24,2           | 24,7           | 25,1           | 25,2           | 24,8           | 24,6           | 24,6           | 24,7           | 25,1           | 24,9           | 24,7           |
| Абсолютний мінімум, °C  | 19             | 18             | 18             | 20             | 21             | 21             | 21             | 21             | 21             | 19             | 20             | 20             | 18             |
| Норма опадів, мм        | 127            | 114.3          | 71.1           | 91.4           | 109.2          | 180.3          | 307.3          | 436.9          | 360.7          | 299.7          | 233.7          | 152.4          | 2479           |
| Днів з опадами          | 20,3           | 18             | 18,9           | 18,8           | 20,5           | 24             | 26,2           | 26,4           | 25             | 25,7           | 24,9           | 23,6           | 272,3          |
| Вологість повітря, %    | 77.6           | 76.3           | 74.8           | 75.7           | 76.9           | 77.4           | 80.6           | 83.2           | 84.2           | 82.8           | 81.1           | 79.2           | 79.3           |
| ----------------------- | -------------- | -------------- | -------------- | -------------- | -------------- | -------------- | -------------- | -------------- | -------------- | -------------- | -------------- | -------------- | -------------- |
| Джерело: Weatherbase    |                |                |                |                |                |                |                |                |                |                |                |                |                |

## Демографія
| Рік  | Чисельність | Чисельність |
| ---- | ----------- | ----------- |
| 1960 | 1642        |             |
| 1970 | 2119        | [ 3 ]       |

| Рік  | Чисельність | Чисельність |
| ---- | ----------- | ----------- |
| 1980 | 896         | [ 4 ]       |
| 1990 | 1139        |             |

| Рік  | Чисельність | Чисельність |
| ---- | ----------- | ----------- |
| 2000 | 1100        |             |
| 2010 | 1051        | [ 4 ]       |

| Рік  | Чисельність | Чисельність |
| ---- | ----------- | ----------- |
| 2020 | 943         | [ 5 ]       |

| Рік  | Чисельність | Чисельність |
| ---- | ----------- | ----------- |
| 1960 | 1642        |             |
| 1970 | 2119        | [ 3 ]       |

| Рік  | Чисельність | Чисельність |
| ---- | ----------- | ----------- |
| 1980 | 896         | [ 4 ]       |
| 1990 | 1139        |             |

| Рік  | Чисельність | Чисельність |
| ---- | ----------- | ----------- |
| 2000 | 1100        |             |
| 2010 | 1051        | [ 4 ]       |

| Рік  | Чисельність | Чисельність |
| ---- | ----------- | ----------- |
| 2020 | 943         | [ 5 ]       |

## Історія
Перші поселення чаморро на цьому місці з'явилися близько 500 року нашої ери. 1668 року іспанцями було засновано поселення та побудована перша католицька церква на острові. 1898 року після іспансько-американської війни Філіппіни та Гуам відійшли до американської сторони.
1940 року населення міста зросло приблизно до 10 тисяч жителів, що тоді становило близько половини чисельності всього острова.
8 грудня 1941 Гуам був окупований японськими загарбниками. При звільненні Гуама 1944 року Аганья сильно постраждала від американських військових бомбардувань. Безліч жителів покинуло місто і переселилося в інші частини острова.

## Економіка
Основу економіки міста, як і всього острову, становить туризм, причому близько 90 % туристів складають японці. Будівництво готелів і місць відпочинку згубно впливає на природу затоки, на березі якого розташовується Хагатна.
Також в столицю надходять відрахування за американську базу, що займає приблизно 30 % території Гуама.

## Міста-побратими
- Гвадалахара, Мексика
- Кесон-Сіті, Філіппіни (2000)[1]
- Малолосd, Філіппіни
- Рига, Латвія